# Balón de Oro 1967

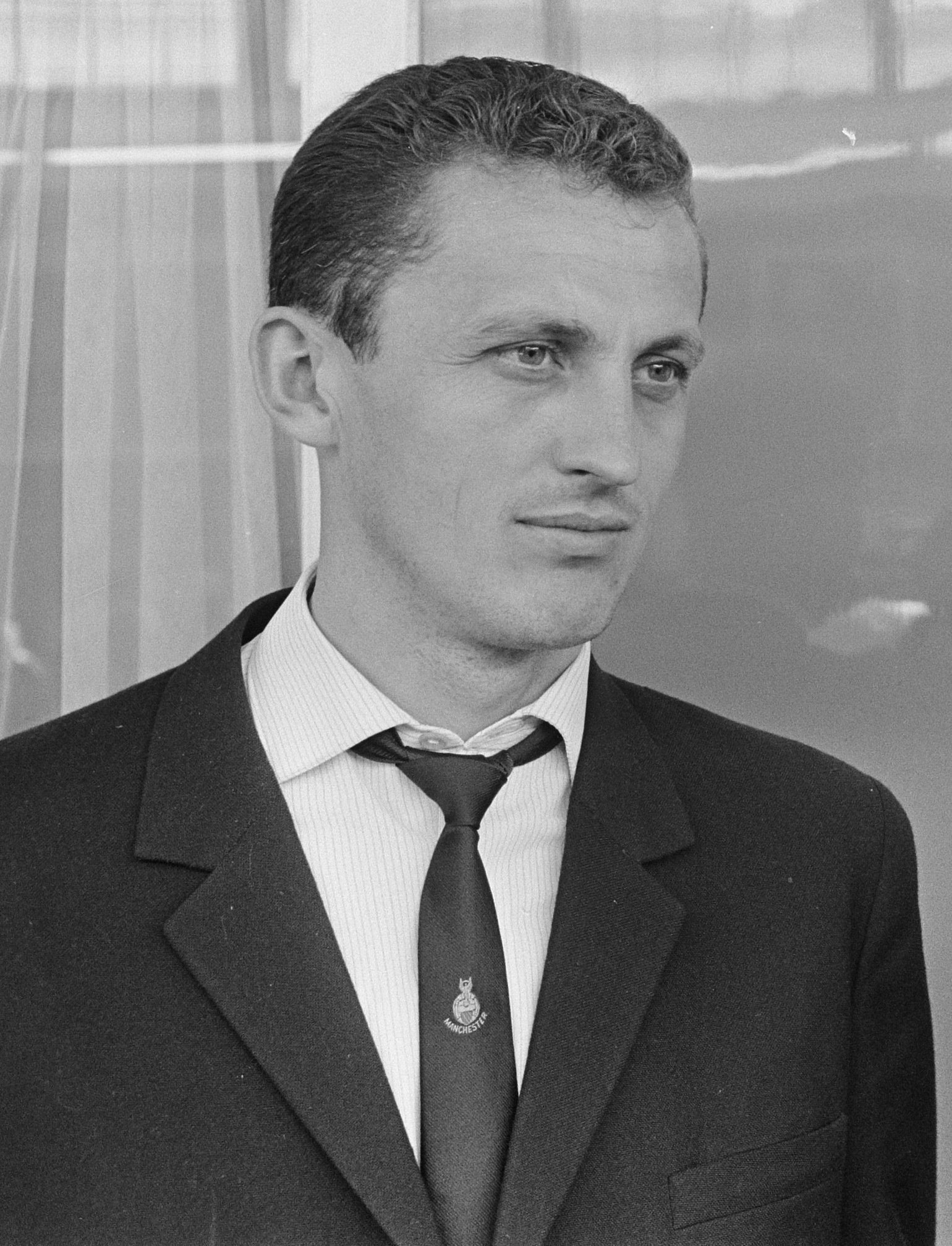
Flórián Albert en 1966.

La edición de 1967 del Balón de Oro, 12.ª edición del premio de fútbol creado por la revista francesa France Football, fue ganada por el húngaro Flórián Albert (Ferencváros).
El jurado estuvo compuesto por 24 periodistas especializados, de cada una de las siguientes asociaciones miembros de la UEFA: Alemania Occidental, Alemania Oriental, Austria, Bélgica, Bulgaria, Checoslovaquia, Dinamarca, España, Francia, Grecia, Hungría, Inglaterra, Irlanda, Italia, Luxemburgo, Países Bajos, Polonia, Portugal, Rumanía, Suecia, Suiza, Turquía, Unión Soviética y Yugoslavia.
El resultado de la votación fue publicado en el número 1137 de France Football, el 26 de diciembre de 1967.

## Sistema de votación
Cada uno de los miembros del jurado elige a los que a su juicio son los cinco mejores futbolistas europeos. El jugador elegido en primer lugar recibe cinco puntos, el elegido en segundo lugar cuatro puntos y así sucesivamente.
De esta forma, se repartieron 360 puntos, siendo 120 el máximo número de puntos que podía obtener cada jugador (en caso de que los 24 miembros del jurado le asignaran cinco puntos).

## Clasificación final
| Puesto | Jugador              | Equipo                    | Votos | Votos | Votos | Votos | Votos | Votos | Puntos |
| Puesto | Jugador              | Equipo                    | 1º    | 2º    | 3º    | 4º    | 5º    | Total | Puntos |
| ------ | -------------------- | ------------------------- | ----- | ----- | ----- | ----- | ----- | ----- | ------ |
| 1º     | Flórián Albert       | Ferencváros               | 8     | 4     | 3     |       | 3     | 18    | 68     |
| 2º     | Bobby Charlton       | Manchester United         | 4     | 2     | 1     | 4     | 1     | 12    | 40     |
| 3º     | Jimmy Johnstone      | Celtic Glasgow            | 2     | 5     | 1     | 3     |       | 11    | 39     |
| 4º     | Franz Beckenbauer    | Bayern Munich             | 2     | 2     | 6     |       | 1     | 11    | 37     |
| 5º     | Eusébio              | Benfica                   | 2     | 2     | 1     | 2     | 1     | 8     | 26     |
| 6º     | Tommy Gemmell        | Celtic Glasgow            | 1     | 1     | 2     | 3     |       | 7     | 21     |
| 7º     | George Best          | Manchester United         | 3     |       | 1     |       |       | 4     | 18     |
|        | Gerd Müller          | Bayern Munich             |       | 3     | 1     | 1     | 1     | 6     | 18     |
| 9º     | Igor Čislenko        | Dinamo Moscú              | 1     |       |       | 2     |       | 3     | 9      |
| 10º    | Sandro Mazzola       | Inter de Milán            |       | 2     |       |       |       | 2     | 8      |
|        | János Farkas         | Vasas                     |       |       | 2     | 1     |       | 3     | 8      |
|        | Pirri                | Real Madrid               |       |       | 2     | 1     |       | 3     | 8      |
| 13º    | Eduard Streltsov     | Torpedo Moscú             | 1     |       |       |       | 1     | 2     | 6      |
|        | Luigi Riva           | Cagliari                  |       |       | 1     |       | 3     | 4     | 6      |
| 15º    | Anatoliy Byshovets   | Dinamo Kiev               |       |       |       | 2     | 1     | 3     | 5      |
| 16º    | Alan Ball            | Everton                   |       | 1     |       |       |       | 1     | 4      |
|        | Helmut Haller        | Bolonia                   |       | 1     |       |       |       | 1     | 4      |
|        | Gianni Rivera        | Milan                     |       | 1     |       |       |       | 1     | 4      |
|        | Włodzimierz Lubański | Górnik Zabrze             |       |       |       | 1     | 2     | 3     | 4      |
| 20º    | Zvezdan Čebinac      | PSV Eindhoven / Nurénberg |       |       | 1     |       |       | 1     | 3      |
|        | Giacinto Facchetti   | Inter de Milán            |       |       | 1     |       |       | 1     | 3      |
|        | Wolfgang Overath     | Colonia                   |       |       | 1     |       |       | 1     | 3      |
|        | Geoff Hurst          | West Ham United           |       |       |       | 1     | 1     | 2     | 3      |
|        | Paul Van Himst       | Anderlecht                |       |       |       | 1     | 1     | 2     | 3      |
| 25º    | Jimmy Greaves        | Tottenham Hotspur         |       |       |       | 1     |       | 1     | 2      |
|        | Nikola Kotkov        | Lokomotiv Sofia           |       |       |       | 1     |       | 1     | 2      |
| 27º    | José Augusto         | Benfica                   |       |       |       |       | 1     | 1     | 1      |
|        | Jørn Bjerregaard     | Rapid Viena               |       |       |       |       | 1     | 1     | 1      |
|        | Nestor Combin        | Torino                    |       |       |       |       | 1     | 1     | 1      |
|        | Johan Cruyff         | Ajax                      |       |       |       |       | 1     | 1     | 1      |
|        | Pedro de Felipe      | Real Madrid               |       |       |       |       | 1     | 1     | 1      |
|        | Ove Kindvall         | Feyenoord                 |       |       |       |       | 1     | 1     | 1      |
|        | Louis Pilot          | Standard Lieja            |       |       |       |       | 1     | 1     | 1      |
|        | Zygfryd Szołtysik    | Górnik Zabrze             |       |       |       |       | 1     | 1     | 1      |

## Curiosidades
- Flórián Albert se convierte en el primer jugador húngaro en ganar el Balón de Oro.
- Primera de las 12 veces consecutivas que aparece Johan Cruyff en la clasificación final, récord igualado únicamente por Franz Beckenbauer.